# Weight
Weight è il quarto album in studio del gruppo musicale statunitense Rollins Band, pubblicato nel 1994.

## Tracce
1. Disconnect – 4:57
2. Fool – 4:26
3. Icon – 3:41
4. Civilized – 3:54
5. Divine – 4:01
6. Liar – 6:34
7. Step Back – 3:58
8. Wrong Man – 4:19
9. Volume 4 – 4:39
10. Tired - 3:46
11. Alien Blueprint – 3:45
12. Shine – 5:26

## Formazione
- Henry Rollins – voce
- Chris Haskett – chitarra
- Melvin Gibbs – basso
- Sim Cain – batteria